# داگلاس استوارت
داگلاس استوارت (انگلیسی: Douglas Stuart؛ زادهٔ ۱۹۷۶) نویسنده، رمان‌نویس، و طراح مد اهل بریتانیا است.
وی با رمان نخست خود، شوگی باین برندهٔ جوایزی همچون جایزه ادبی من بوکر شده‌است.